# گکوی دم‌پهن
گکوی دم‌پهن (نام علمی: Phyllurus platurus) نام یک گونه از راسته پولک‌داران است. این گونه گکو در جنگل‌های اطراف شهر سیدنی در استرالیا یافت می‌شود. این گونه از جانوران شب گرد است. گکوی پهن‌دم در حدود ۹٫۵ سانتی‌متر طول دارد اما بیشترین طول ثبت شده از این گونه ۱۵ سانتی‌متر است. این گونه از انواع بندپایان شامل، عنکبوت‌ها، شاپرک‌ها و سوسک‌ها تغذیه می‌کند.